# Утеніс (стадіон)
Стадіон «Утеніс» (лит. Utenio stadionas) — багатофункціональний стадіон у місті Утена, Литва, домашня арена ФК «Утеніс».
Стадіон реконструйований та відкритий у 2013 році із закритими трибунами місткістю 3 000 глядачів. 
Арена використовується переважно для проведення футбольних матчів та змагань з легкої атлетики.